# Microgecko persicus
Microgecko persicus (карликовий гекон перський) — вид геконоподібних ящірок родини геконових (Gekkonidae). Мешкає в Іран і Пакистані.

## Підвиди
- Microgecko persicus bakhtiari Minton, Anderson & Anderson, 1970 — гори Загрос (Хузестан);
- Microgecko persicus euphorbiacola Minton, Anderson & Anderson, 1970 — південь Пакистану;
- Microgecko persicus persicus (Nikolsky, 1903) — південний схід Ірану і південий захід Пакистану.

## Поширення і екологія
Перські карликові гекони мешкають на заході і південному сході Ірану, на півдні Пакистану, спостерагалися в пустелі Тар на північному заході Індії, в штаті Раджастхан, можливо, присутні в Іраці. Вони живуть в кам'янистих пустелях і напівпустелях, серед заростей молочаю і каміння. Зустрічаються парами, на висоті до 1880 м над рівнем мроря. Самиці відкладають одне яйце.